# Koumaïra
Koumaïra è un comune rurale del Mali facente parte del circondario di Niafunké, nella regione di Timbuctù.